# Sunflower County
Sunflower County is een county in Mississippi Delta in de Amerikaanse staat Mississippi.
De county heeft een landoppervlakte van 1797 km² en telt 34.369 inwoners (volkstelling 2000). De hoofdplaats is Indianola.

## Bevolkingsontwikkeling

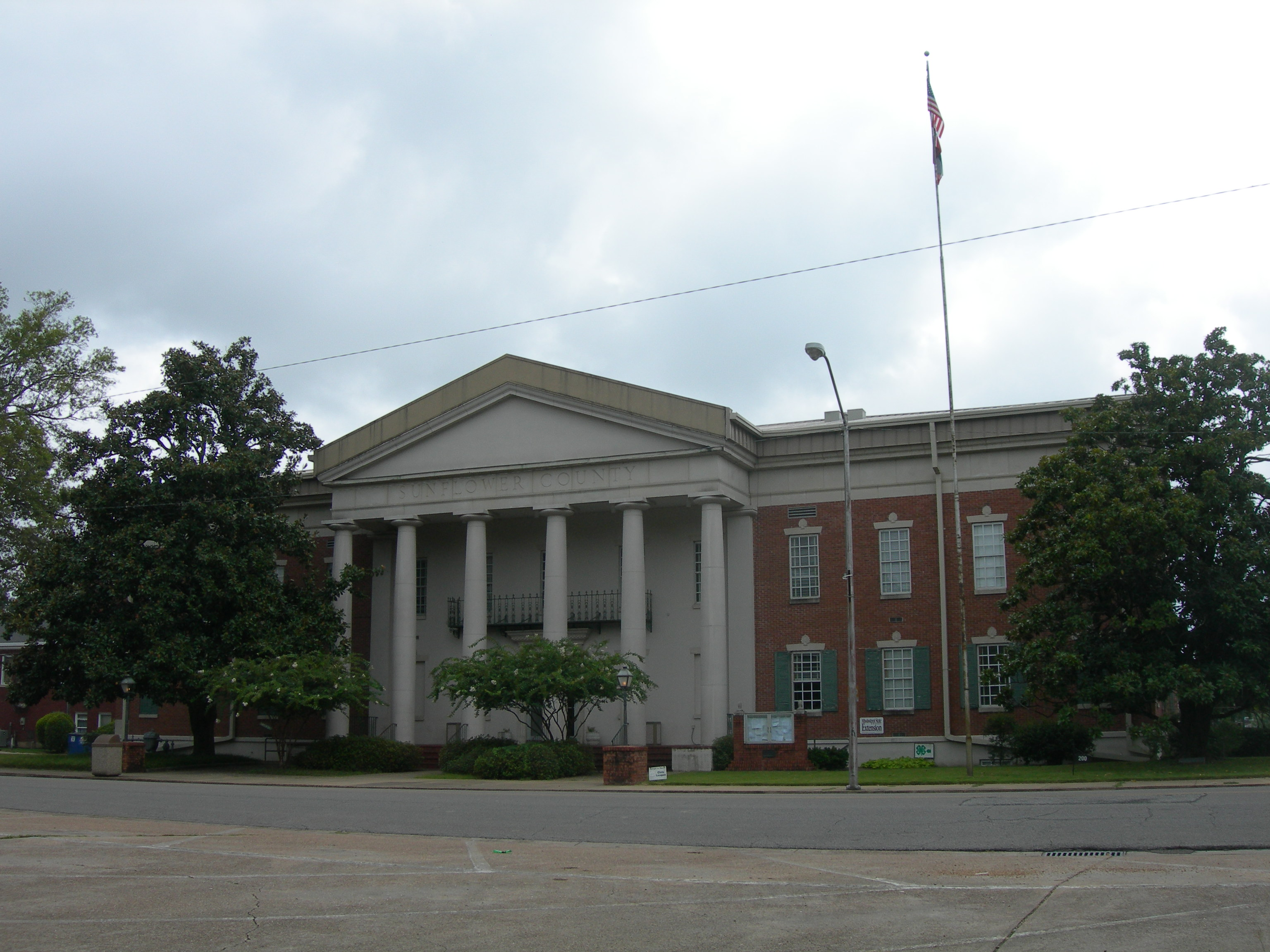
Sunflower County Courthouse